# Johan Wakkie
Johan Wakkie (Rotterdam, 24 januari 1953) is een voormalig Nederlands hockeyer, sportbegeleider en voormalig directeur van de Koninklijke Nederlandse Hockey Bond.
Wakkie bezocht het Montessori Lyceum Rotterdam en studeerde later rechten. Hij speelde als hockeyer voor de clubs Victoria en SCHC. Na zijn hockeycarrière werd hij onder meer enige tijd coach van de dames van Schaerweijde. Wakkie trad in 1990 in dienst van de Nederlandse Sport Federatie als Hoofd P&O en was van 1992-1993 interim-directeur van het NSF tot de fusie naar NOC*NSF. De KNHB stelde Wakkie vervolgens aanvankelijk aan als interim-directeur na het vertrek van George Görtemoller. Per 1 januari 1994 is Wakkie directeur van de KNHB. Onder zijn leiding groeide het aantal hockeyers van 125.000 in 1994 naar bijna 240.000 in 2013. Hij was nauw betrokken bij de organisaties van de Wereldkampioenschappen hockey 1998 en 2014 in Nederland. Na dat laatste WK neemt Wakkie afscheid als directeur. Bij een bijzondere algemene ledenvergadering op 14 november 2014 werd Wakkie benoemd tot erelid van de KNHB. Momenteel is Wakkie voorzitter van de Stuurgroep Sport en Cultuur.